# Köstere, Torul
Köstere là một xã thuộc huyện Torul, tỉnh Gümüşhane, Thổ Nhĩ Kỳ. Dân số thời điểm năm 2008 là 323 người.